# Gueralda de Guàrdia i de Cervera
Gueralda de Guàrdia i de Cervera, coneguda també com a Guerava o Gueraua, (Segarra, segle xiii - Alguaire, 1285) fou una religiosa catalana, priora del monestir de Santa Maria d'Alguaire.

## Biografia
Filla de Marquesa de Cervera, fundadora i primera priora del monestir de monges santjoanistes d'Alguaire (1250-1268), i del cavaller Guillem de Guàrdia, senyor del Castell de la Guàrdia Lada, el qual va morir abans de 1245.
La casa de Cervera estava emparentada amb alguns dels llinatges més importants de la Catalunya del moment, inclosa la casa comtal d'Urgell i la família reial (el besavi de Gueralda, Ponç de Cervera, es va casar amb una filla del comte de Barcelona Ramon Berenguer III i de la comtessa Dolça de Provença).
Poc després de la mort del seu pare, Gueralda va prendre l'hàbit de l'orde de l'Hospital de Sant Joan, juntament amb la seva mare i altres cinc senyores nobles més (Ermesendis de Castellnou, Marquesa de Rajadell, Ermesendis d'Odena, Elicsendis d'Alentorn i Ermesendis d'Ofegat). Aquest grup va ser la comunitat fundadora del monestir d'Alguaire (1250).
A la mort de Marquesa de Cervera (1268), Gueralda esdevingué la segona priora del monestir, continuant l'obra d'organització i de consolidació del convent impulsada per la seva mare. Durant el seu priorat es van començar a plantejar algunes tensions amb el castellà d'Amposta (on hi havia la seu de l'orde hospitalera a Catalunya) i es va plantejar la possibilitat d'establir una baronia santjoanista a Alguaire, tot i que no se n'assoliria l'estatut fins al 1330. Gueralda va morir entre el 18 de setembre i el 10 d'octubre de 1285, i fou substituïda per Sibília d'Oluja (1285-1294).